# Palais Reichenbach-Lessonitz

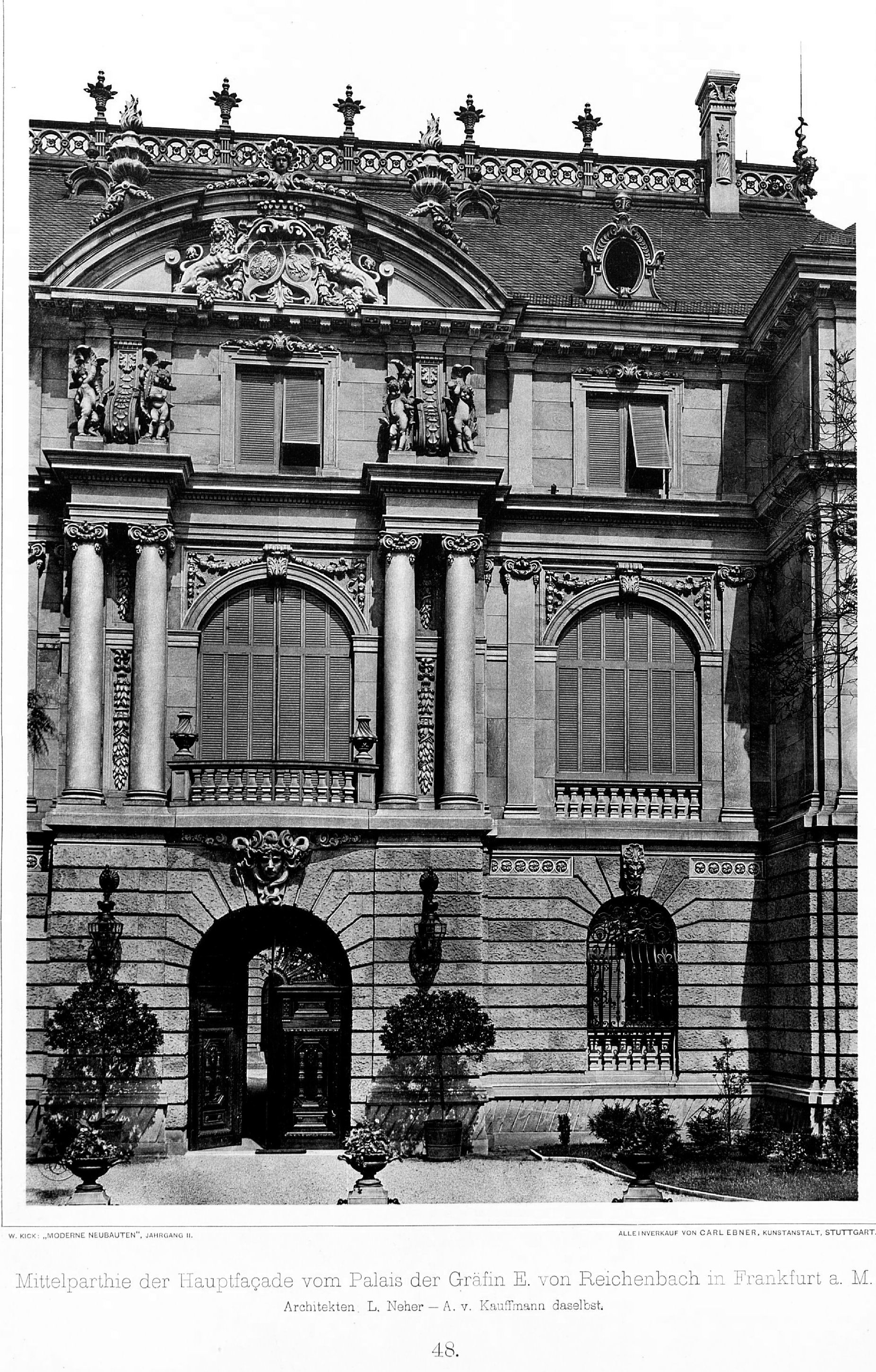

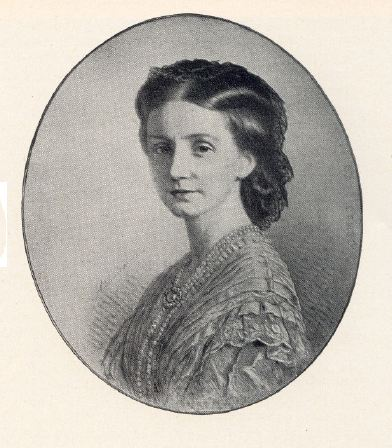
Gräfin Amélie von Reichenbach-Lessonitz

Das Palais Reichenbach-Lessonitz war ein Palais an der Taunusanlage 14 in Frankfurt am Main; es wurde für die Gräfin Amélie von Reichenbach-Lessonitz (geborene Reichsfreiin Amélie Göler von Ravensburg) erbaut.

## Geschichte
Das neobarocke Stadtpalais wurde 1891/92 von den Architekten Ludwig von Neher und Aage von Kauffmann aus Frankfurt für die verwitwete Schwiegertochter Amélie der Gräfin Emilie von Reichenbach-Lessonitz (1791–1843) als „schloßähnliches Anwesen in neobarocken Formen als Witwensitz“ errichtet. Amélies Mann Graf Wilhelm von Reichenbach-Lessonitz (* 29. Juni 1824 in Kassel; † 19. Januar 1866 in Neuchâtel), Sohn des Kurfürsten Wilhelm II. von Hessen-Kassel, war schon 25 Jahre vorher verstorben. Amélie selbst verstarb 1912. Nach ihrem Tod ging es in den Besitz der noch lebenden Tochter Pauline zu Löwenstein-Wertheim-Freudenberg (1858–1927) und ihres Mannes Alfred zu Löwenstein-Wertheim-Freudenberg über. Es wurde dann Palais Löwenstein genannt.
Das Palais stand nur 53 Jahre. Es wurde während des Dritten Reichs für einen Führungsstab der SS beschlagnahmt und brannte 1944 durch Bombentreffer aus.
Im Jahr 1953 verkauften die Erben das Ruinengrundstück an die Accumulatoren-Fabrik Hagen (VARTA), die an dieser Stelle ein Bürogebäude errichtete. 1979 kaufte die Deutsche Bank das Gelände und errichtete hier ihre Zentrale, das Deutsche-Bank-Hochhaus mit den zwei markanten Doppeltürmen („Soll und Haben“). Zwei steinerne Löwen aus dem Giebel erinnern an das alte Palais; sie standen bis 2013 am Hochhaus-Sockel an der Taunusanlage und seitdem um die Ecke an der Guiolettestraße.